# Superossido di potassio
Il superossido di potassio è il composto chimico con formula KO2.  Questo raro sale dello ione superossido è prodotto dalla combustione del potassio fuso in puro ossigeno. Il superossido di potassio è usato come agente ossidante nell'industria chimica.
L'Agenzia Spaziale Russa ha avuto successo nell'usare il superossido di potassio nei generatori chimici di ossigeno per le tute spaziali ed il velivolo spaziale Sojuz. KO2 è stato anche utilizzato nelle bombole dei respiratori per i vigili del fuoco nelle operazioni di salvataggio nelle miniere, ma ha avuto uso limitato nei respiratori scuba per il pericolo di reazioni esplosive con l'acqua. La capacità teorica del KO2 è l'assorbimento di 0,309 kg di CO2 per kg di assorbente, mentre 0,45 kg di O2 sono generati per ogni kg di assorbente. Il corpo umano però produce più CO2 dell'ossigeno assorbito, così può rivelarsi necessario un dispositivo o assorbente specificamente per il CO2.

## Pericoli
Il superossido di potassio è un potente ossidante, e può produrre reazioni esplosive quando combinato con una varietà di sostanze, compresa l'acqua, acidi, sostanze organiche o grafite in polvere. Anche il superossido secco può produrre un composto esplosivo sensibile agli urti in combinazione con sostanze come cherosene, e oli minerali. Nel 1999 presso l'Oak Ridge National Laboratory, un'esplosione fu causata dall'impatto di uno strumento metallico su una miscela sensibile agli urti di superossido di potassio (KO2) e olio minerale.